# 44 Geminorum
44 Geminorum är en blåvit stjärna i huvudserien i stjärnbilden Tvillingarna.
44 Geminorum har visuell magnitud +6,01 och är svagt synlig för blotta ögat vid god seeing. Den befinner sig på ett avstånd av ungefär 400 ljusår.